# Ven conmigo (telenovela)
Ven conmigo é uma telenovela mexicana, produzida pela Televisa e exibida em 1975 pelo El Canal de las Estrellas.

## Elenco
- Silvia Derbez - Caridad
- Jaime Fernández - Arturo Fernández del Valle
- Alma Muriel - Bárbara
- July Furlong - Victoria Fernández del Valle
- Juan Peláez - Jorge Fernández del Valle
- Aarón Hernán - Carlos
- Rosario Gálvez - Laura de Fernández del Valle
- Juan Ferrara - Guillermo
- Pedro Armendáriz Jr. - Eduardo
- María Rojo - Angélica Gutiérrez
- Amparo Arozamena - Eulogia
- Raúl "Chato" Padilla - Luis
- Aurora Clavel - Nieves
- Jaime Moreno - Antonio
- Sonia Amelio - Rosario
- Víctor Junco - Octavio
- Fernando Borges - Agustín
- Víctor Alcocer - Don Lázaro
- José Luis Jiménez - Mario
- Raúl Meraz - Dr. Landeros
- María del Carmen Farías - Teresa
- Marga López
- Rosa Furman - Srta. Cuéllar